# Општина Негри (Бакау)
Негри (рум. Negri) општина је у Румунији у округу Бакау.
Oпштина се налази на надморској висини од 163 m.